# Catedral de San Francisco de Sales (Houma)
La Catedral de San Francisco de Sales (en inglés: Cathedral of St. Francis de Sales) es una catedral católica ubicada en Houma, en Luisiana, al sur de los Estados Unidos. Junto con la Concatedral de San José  en Thibodaux es la sede de la diócesis de Houma-Thibodaux. La Parroquia de San Francisco de Sales fue fundada alrededor de 1847 por el reverendo Z. Leveque, la Misa se celebraba inicialmente en el palacio de justicia de la parroquia Terrebonne. El primer edificio de la iglesia fue terminado en 1848 y se inició la construcción de la actual iglesia en 1936 bajo la dirección del Rev. agosto Vandebilt. Mientras que la primera San Francisco de Sales fue construida en estilo románico en 1848, El edificio actual fue construido como la Iglesia parroquial de San Francisco de Sales en 1938 ya que la estructura original fue dañada por un huracán en 1920. El edificio actual fue posible gracias a la generosidad de la Rev. August Vandebilt.